# Jorge Pascual
Jorge Pascual Medina (Almería, 9 de abril de 2003) es un futbolista español que juega como delantero en el Granada C. F. de la Segunda División de España.

## Trayectoria
Nacido en Almería, se unió al fútbol base del Villarreal C. F. en 2015 tras pasar por el CD Oriente y U. D. Almería. El 23 de febrero de 2023, asentado ya en el segundo filial del submarino amarillo, renovó su contrato con el club hasta 2026 y logró debutar con el primer equipo poco tiempo después, el siguiente 9 de marzo, al partir como titular en un empate por 1-1 frente al R. S. C. Anderlecht en la Liga Europa Conferencia de la UEFA.
El 6 de julio de 2024 fue cedido a la S. D. Eibar por una temporada. En ella marcó cinco goles y dio dos asistencias en 41 partidos y en julio de 2025 abandonó definitivamente el Villarreal C. F. tras ser traspasado al Granada C. F.

## Estadísticas

### Clubes
Actualizado al último partido disputado el 25 de mayo de 2025.
| Club                          | Div.          | Temporada     | Liga  | Liga  | Copas nacionales | Copas nacionales | Copas internacionales | Copas internacionales | Total | Total |
| Club                          | Div.          | Temporada     | Part. | Goles | Part.            | Goles            | Part.                 | Goles                 | Part. | Goles |
| ----------------------------- | ------------- | ------------- | ----- | ----- | ---------------- | ---------------- | --------------------- | --------------------- | ----- | ----- |
| Villarreal C. F. "C" · España | 3.ª           | 2020-21       | 28    | 6     | —                | —                | —                     | —                     | 28    | 6     |
| Villarreal C. F. "C" · España | 3.ª F         | 2021-22       | 29    | 9     | —                | —                | —                     | —                     | 29    | 9     |
| Villarreal C. F. "C" · España | 3.ª F         | 2022-23       | 14    | 2     | —                | —                | —                     | —                     | 14    | 2     |
| Villarreal C. F. "C" · España | Total club    | Total club    | 71    | 17    | 0                | 0                | 0                     | 0                     | 71    | 17    |
| Villarreal C. F. · España     | 1.ª           | 2022-23       | 2     | 1     | 0                | 0                | 1                     | 0                     | 3     | 1     |
| Villarreal C. F. · España     | 1.ª           | 2023-24       | 1     | 0     | 2                | 1                | 2                     | 0                     | 5     | 1     |
| Villarreal C. F. · España     | Total club    | Total club    | 3     | 1     | 2                | 1                | 3                     | 0                     | 8     | 2     |
| Villarreal C. F. "B" · España | 2.ª           | 2023-24       | 39    | 4     | —                | —                | —                     | —                     | 39    | 4     |
| Villarreal C. F. "B" · España | Total club    | Total club    | 39    | 4     | 0                | 0                | 0                     | 0                     | 39    | 4     |
| S. D. Eibar · España          | 2.ª           | 2024-25       | 40    | 5     | 1                | 0                | —                     | —                     | 41    | 5     |
| S. D. Eibar · España          | Total club    | Total club    | 40    | 5     | 1                | 0                | 0                     | 0                     | 41    | 5     |
| Granada C. F. · España        | 2.ª           | 2025-26       | 0     | 0     | 0                | 0                | —                     | —                     | 0     | 0     |
| Granada C. F. · España        | Total club    | Total club    | 0     | 0     | 0                | 0                | 0                     | 0                     | 0     | 0     |
| Total carrera                 | Total carrera | Total carrera | 153   | 27    | 3                | 1                | 3                     | 0                     | 159   | 28    |